# Grand Palais (Charleroi)
Pour les articles homonymes, voir Grand Palais.
Le Grand Palais, anciennement nommé Palais des Expositions est un centre de congrès et d'exposition située dans la Ville-Haute à Charleroi (Belgique). Il a été construit en 1953 par l'architecte Joseph André et l'ingénieur Léon-Marcel Chapaux.

## Histoire

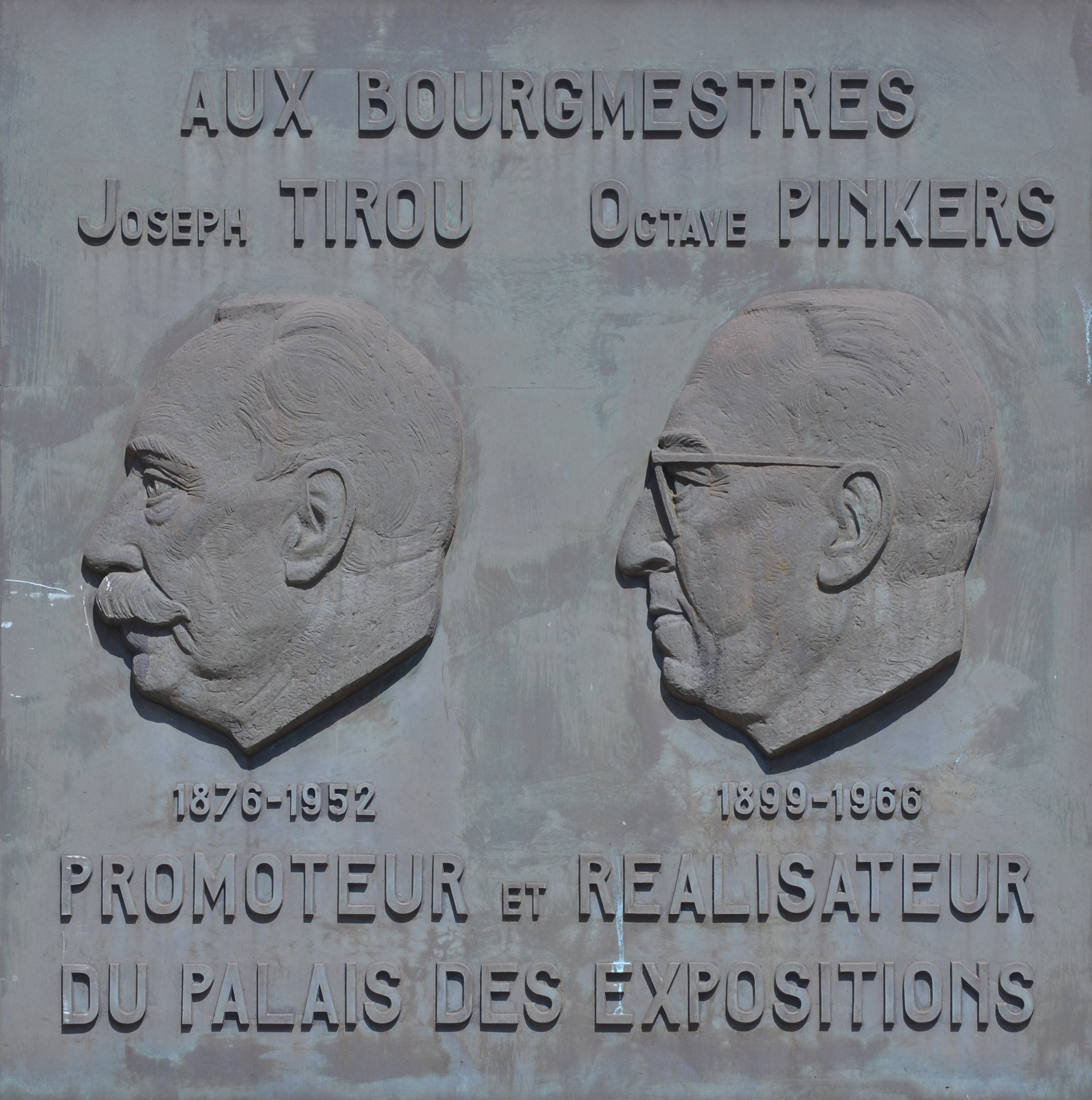
Plaque commémorative à la mémoire des bourgmestres Joseph Tirou et Octave Pinkers

Le projet est né de la volonté du bourgmestre Joseph Tirou, dans l'objectif d'embellir et de valoriser la ville. L'étude d'un projet de Palais pour un montant de 70 000 000 de francs a été décidée le 28 juin 1948. En octobre 1949, l'estimation s'élève à 231 500 000 francs. Le gros œuvre a été inauguré le 20 juin 1954, et la première Exposition internationale a eu lieu en septembre 1954. Il s'agissait d'une exposition technique et industrielle à laquelle ont participé 515 entreprises belges et 456 étrangères. Le mois suivant de l'exposition, le salon des Arts ménagers est achevé.
En commémoration de la mort du bourgmestre Octave Pinkers, le conseil communal a décidé le 3 juin 1966 de nommer le Palais et ses jardins Palais et Square Gérard-Octave Pinkers.

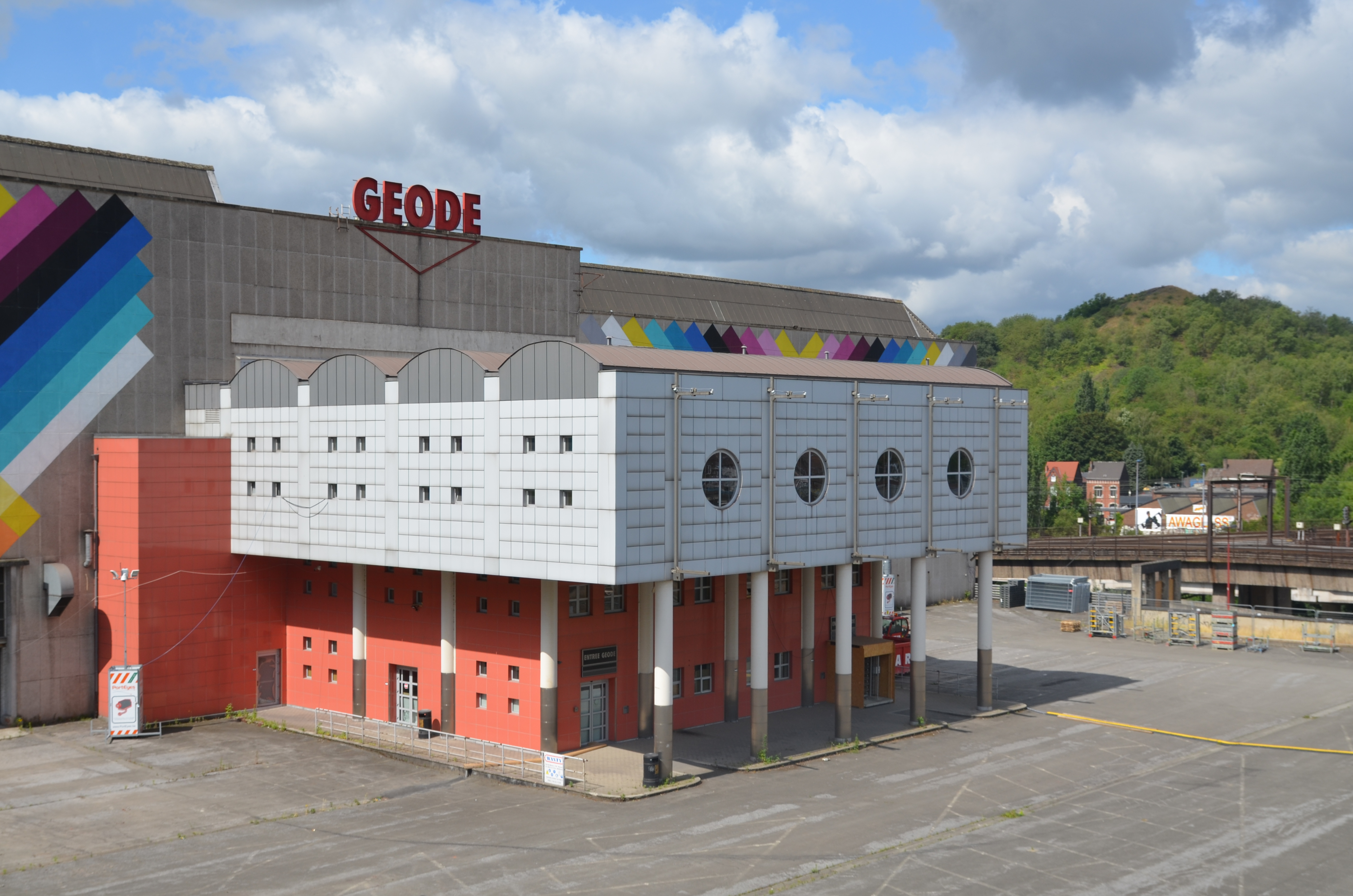
Pavillon côté nord, infrastructures de Géode.

La programmation du site a changé au fil du temps. Autrefois, le sous-sol était occupé par une piste de bowling. Dans les niveaux inférieurs l'espace était divisé entre les pompiers de la ville de Charleroi, des terrains de tennis et les installations techniques. En 2005, la société Géode a été installée dans un pavillon au nord.

## Architecture
Le projet proposé par l'architecte Joseph André est celui d'un grand complexe d'environ 55 000 m2 répartis sur trois niveaux. La topographie n'est pas des plus faciles. La nature précaire du sol, où il y avait un terrils, s'étend sur une longueur de 500 m avec une différence de hauteur de 25 m. Le talent de l'architecte est immédiatement évident dans sa capacité à donner une impression de légèreté et d'élégance sans révéler la grande quantité de matériaux utilisés pour la construction. L'ensemble architectural se caractérise par la matérialité du béton, de l'acier et du verre.
Le niveau principal est accessible depuis une colonnade monumentale qui mène le visiteur au hall d'honneur. Deux coupoles de brique de verre couvrent cette zone d'accueil. Cette zone comprend également des escaliers, des ascenseurs, un restaurant de 700 m2 et les sanitaires. De là, est possible d'accéder aux différentes halles d'exposition. La plus grande est située à l'étage supérieur et a une hauteur de plafond de 12 m. Ces caractéristiques permettent une utilisation flexible de l'espace, grâce à sa structure surdimensionnée. Le deuxième hall est situé au sud et se caractérise par un espace libre de toute structure d'une largeur de 60 m pour un total de 6 400 m2. Une structure en shed, typique des bâtiments industriels, garantit une luminosité homogène. Le troisième hall est situé à un niveau intermédiaire au sud. C'est un hall de 5 400 m2, caractérisé par de grandes ouvertures qui s'ouvrent vers la zone industrielle. Le reste du niveau est divisé en trois petites salles. Il y a également une salle de conférence, une salle de réception accessible depuis le parking situé au nord.

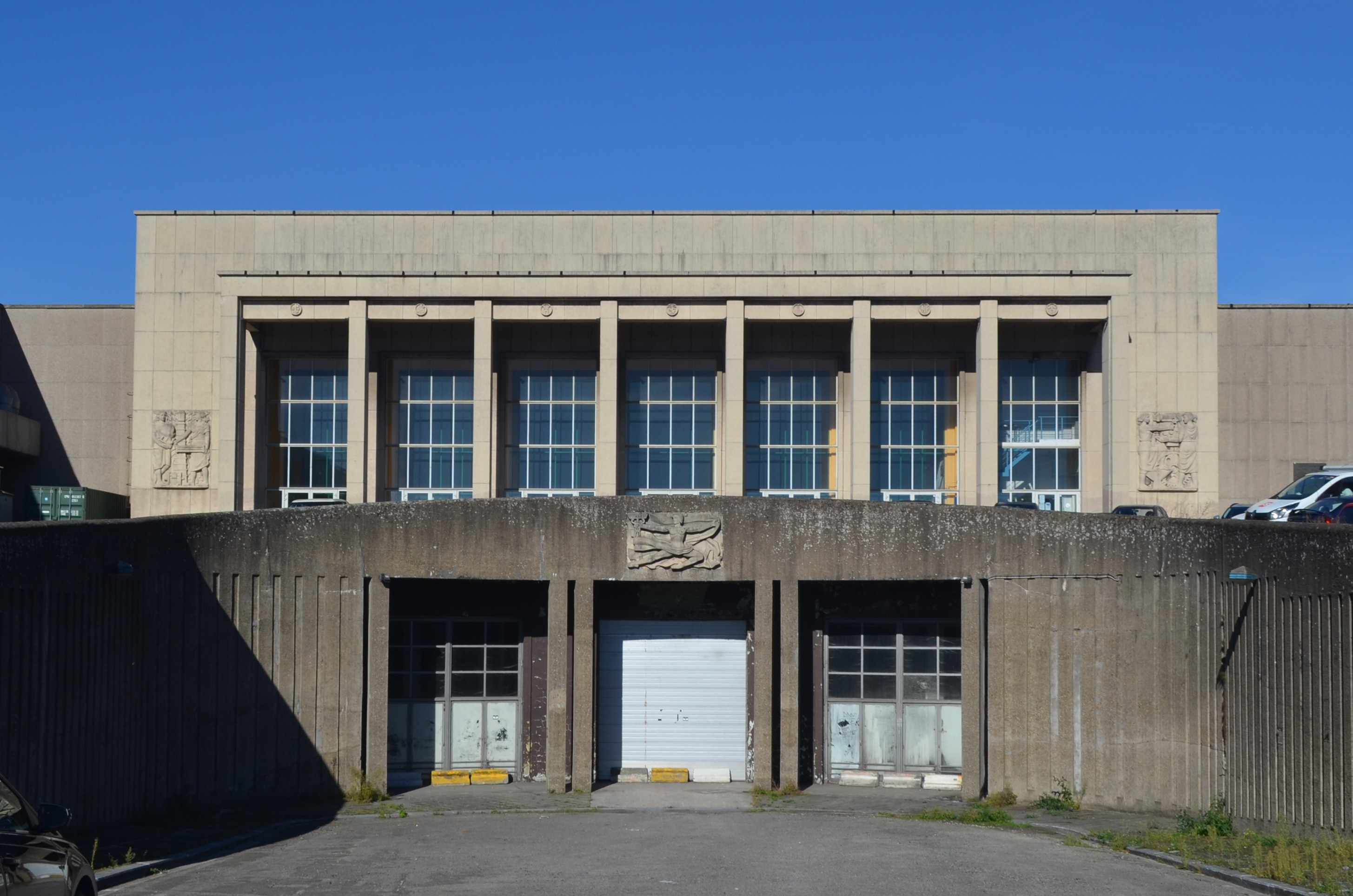
Vue depuis la montée vers le sous-sol.
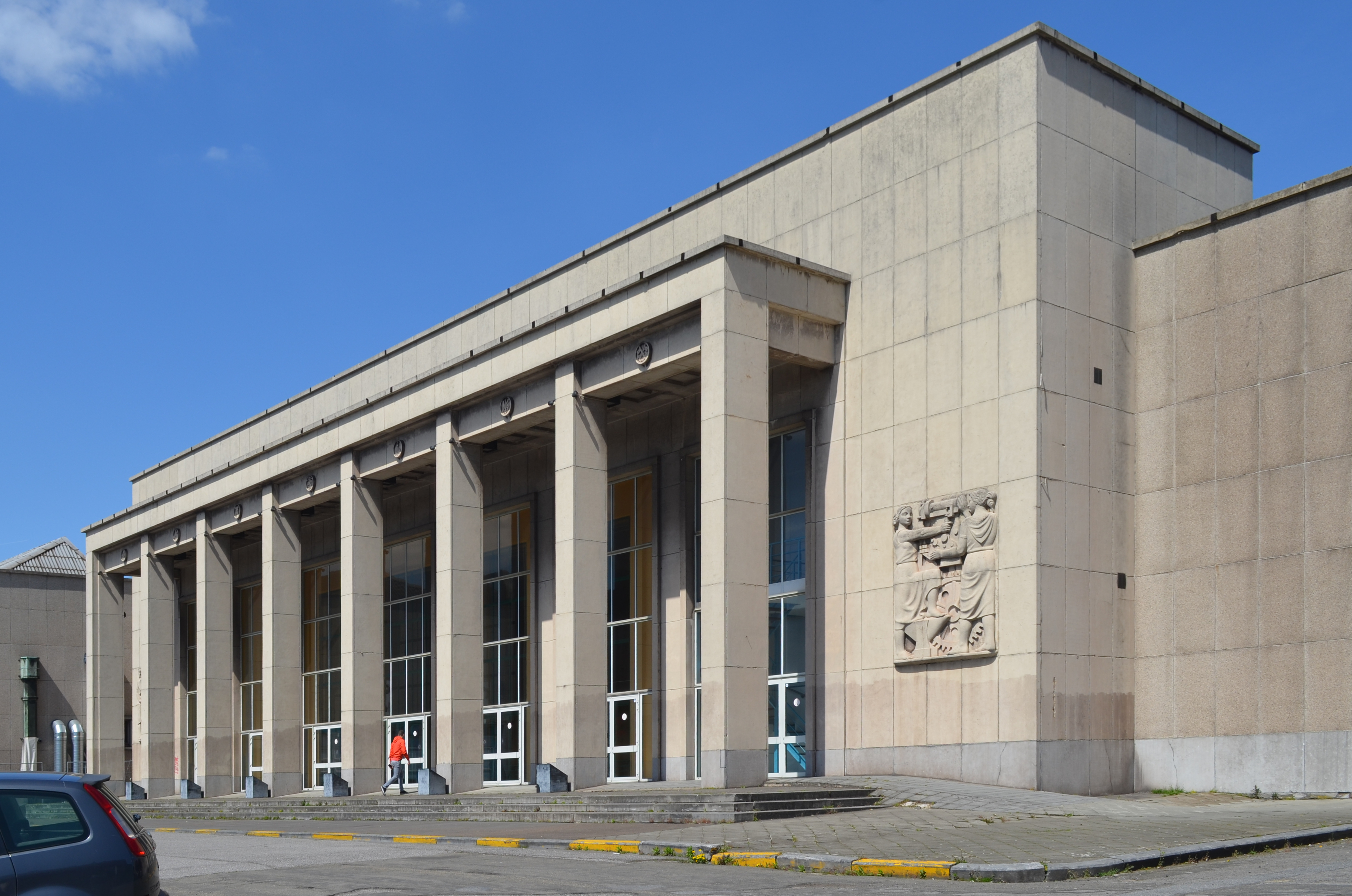
Entrée depuis le parking est.
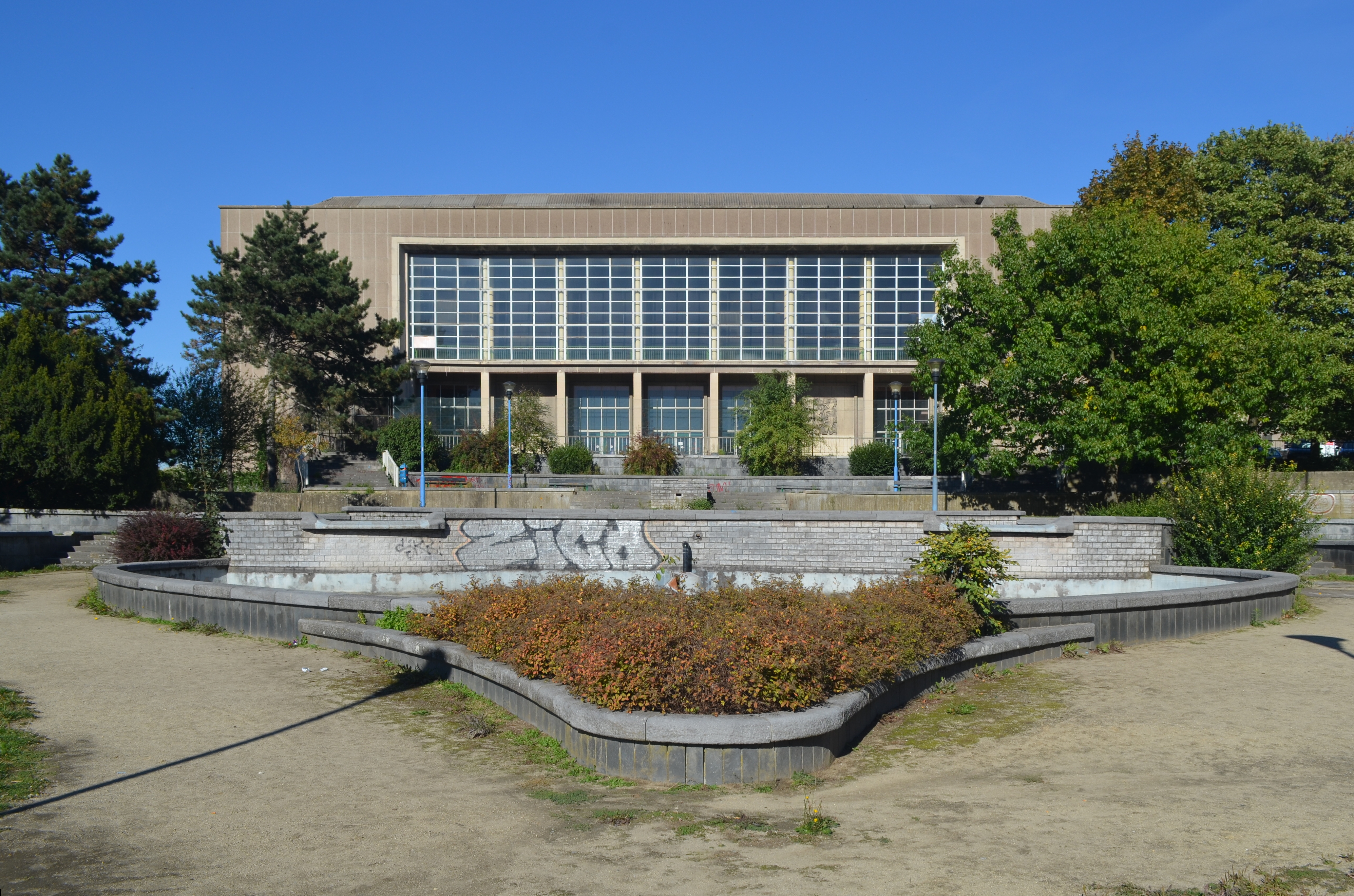
Vue du palais orienté vers le square Octave Pinkers.
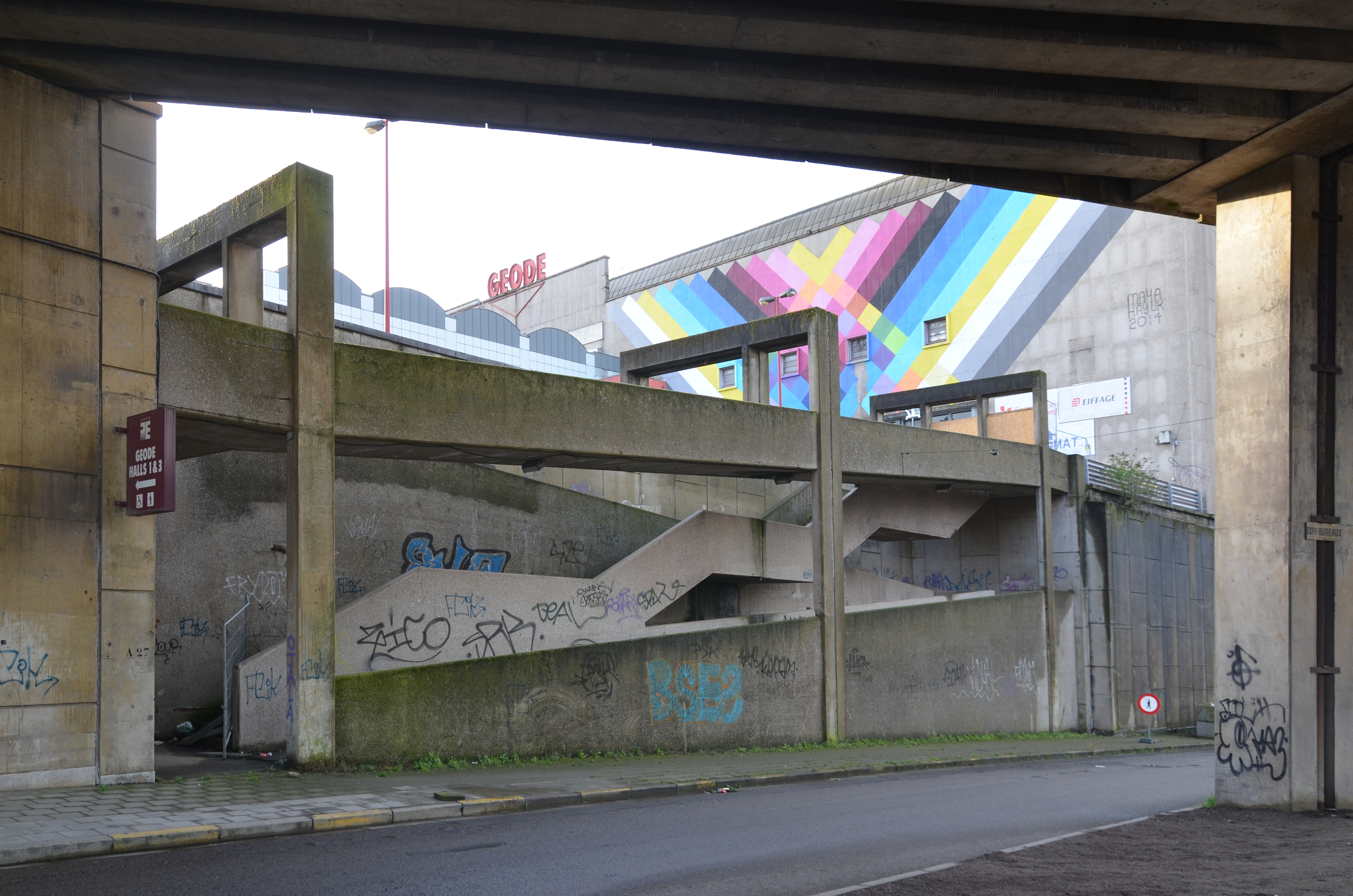
Escalier entre le parking nord et la rue de l'Ancre.

### Décorations
Joseph André prévoit de caractériser les entrées du bâtiment avec des décorations. Des bas-reliefs inspirés de l'iconographie des métiers d'art sont réalisés par André Hupet et Lucien Guyaux. Dans l'angle sud-est se trouve une statue de bronze le maître d'œuvre réalisée par Alphonse Darville.

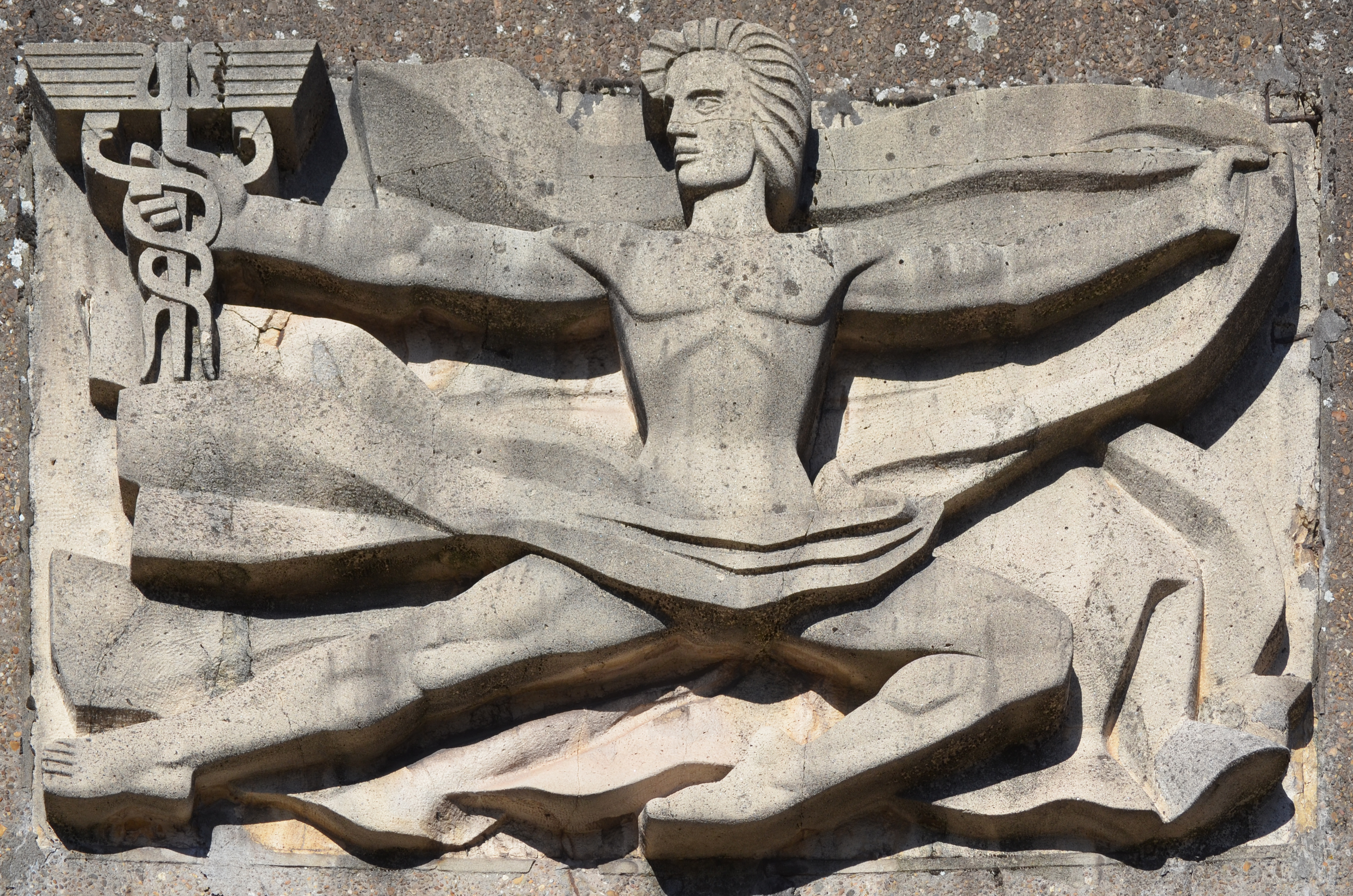
Mercure, René Harvent
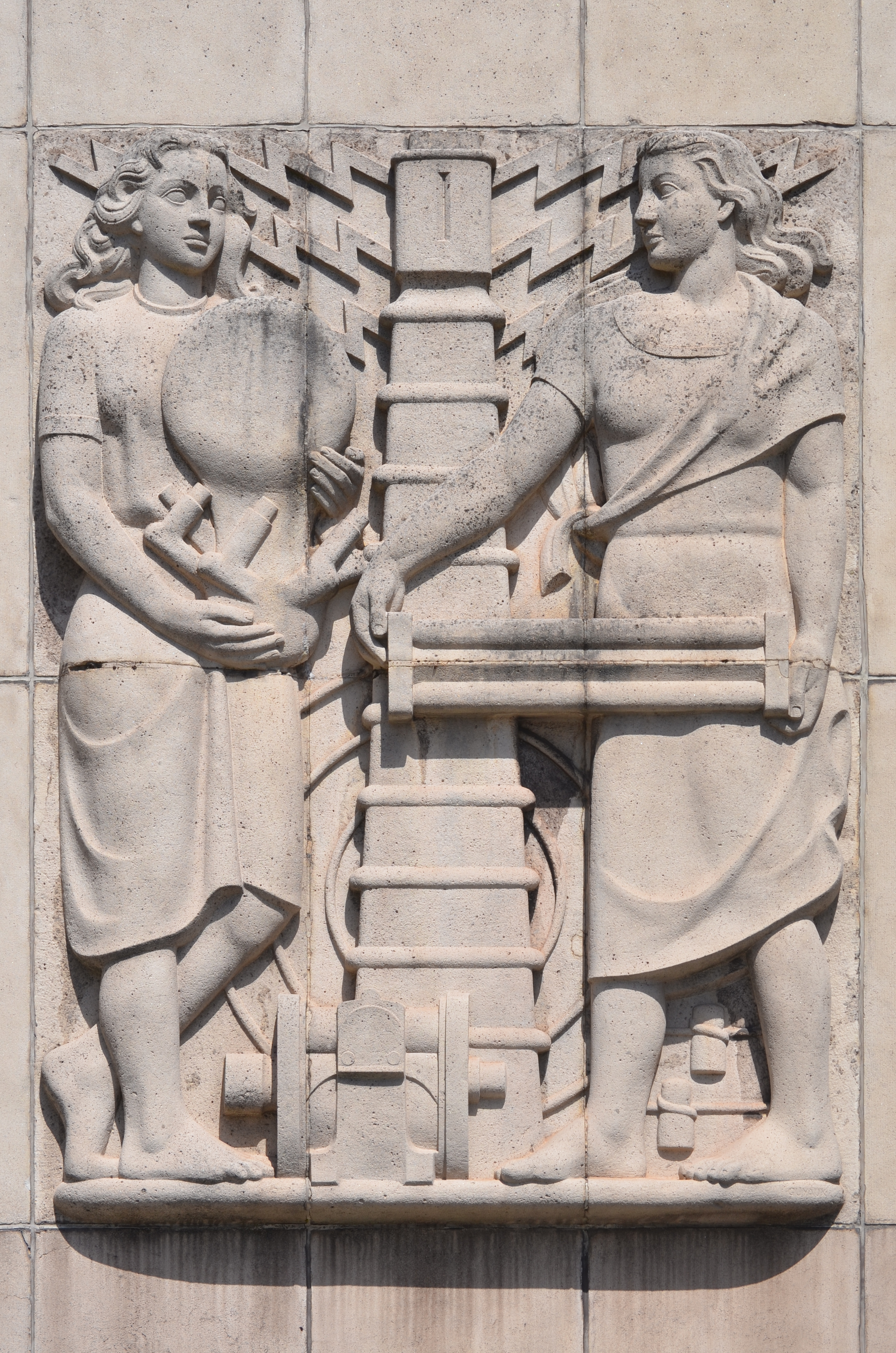
Lucien Guyaux
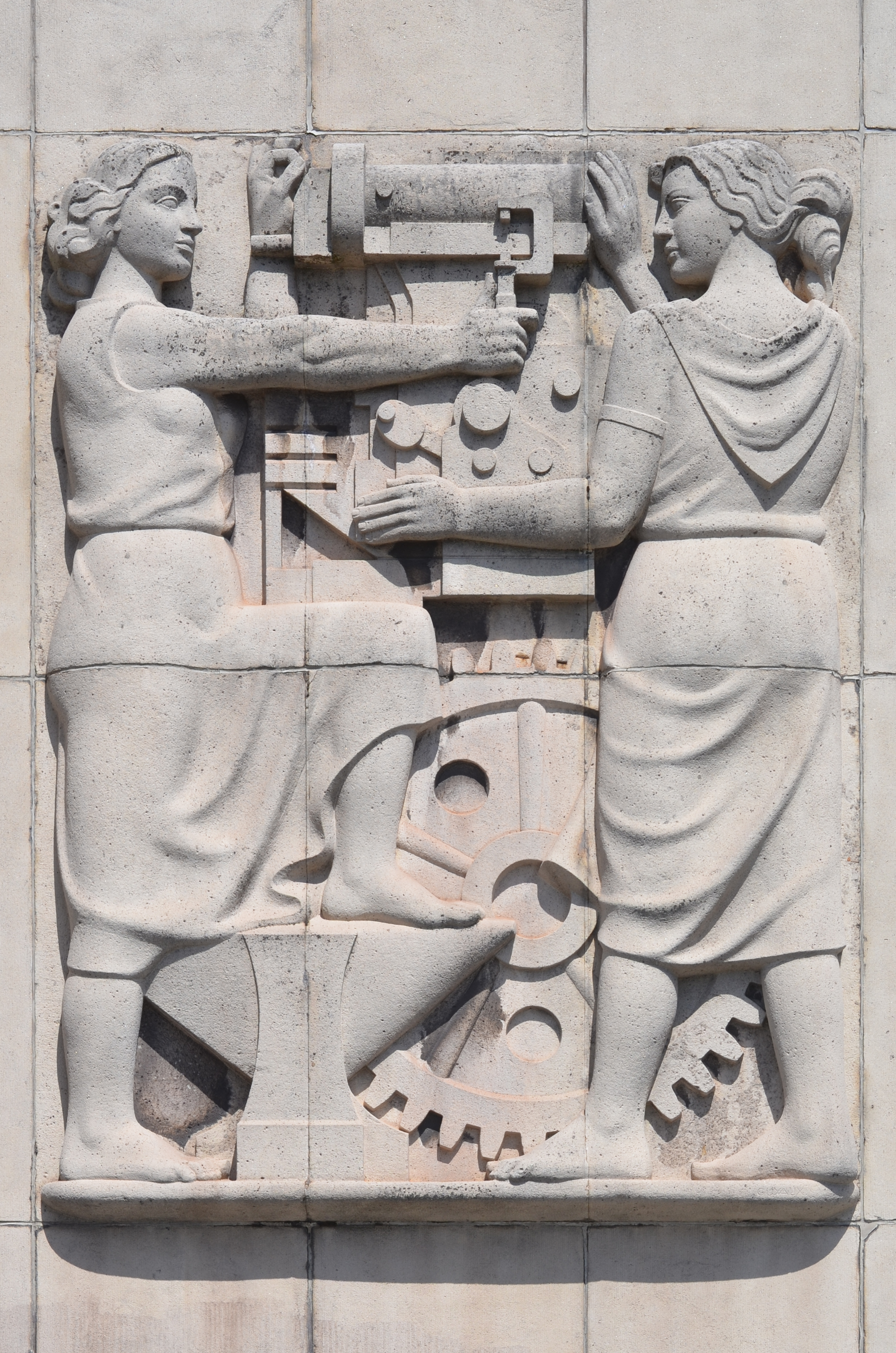
Lucien Guyaux
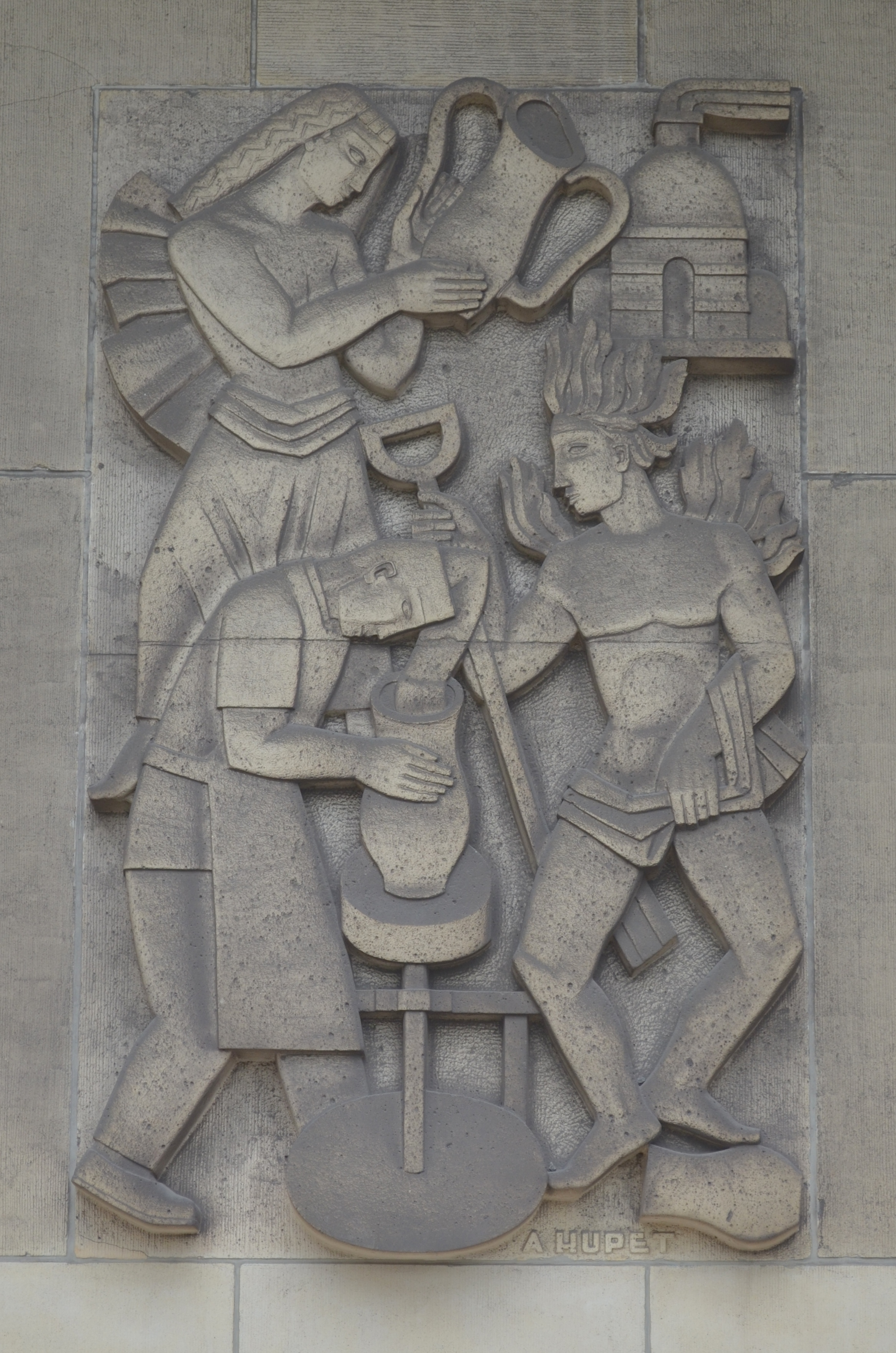
André Hupet
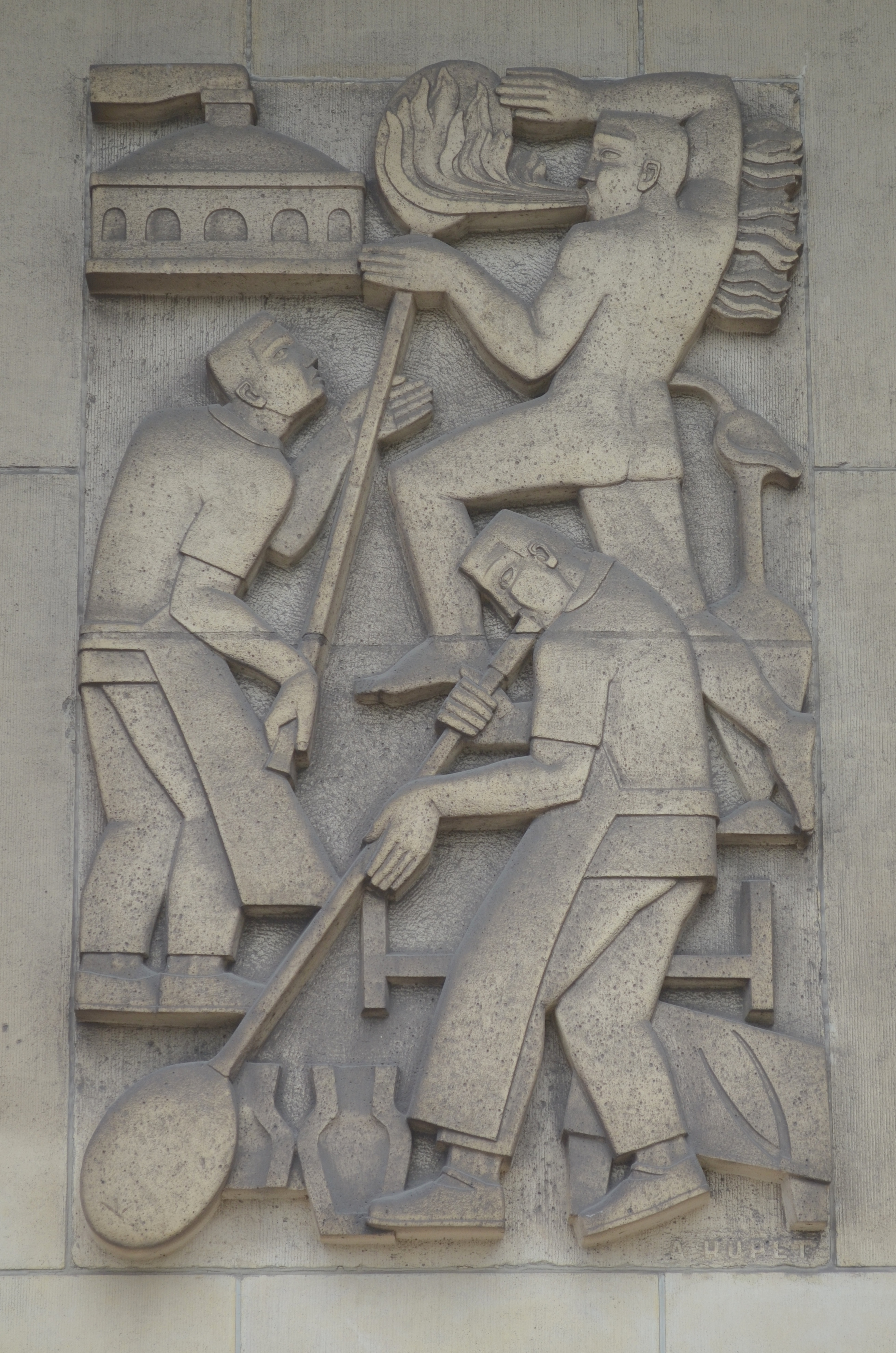
André Hupet
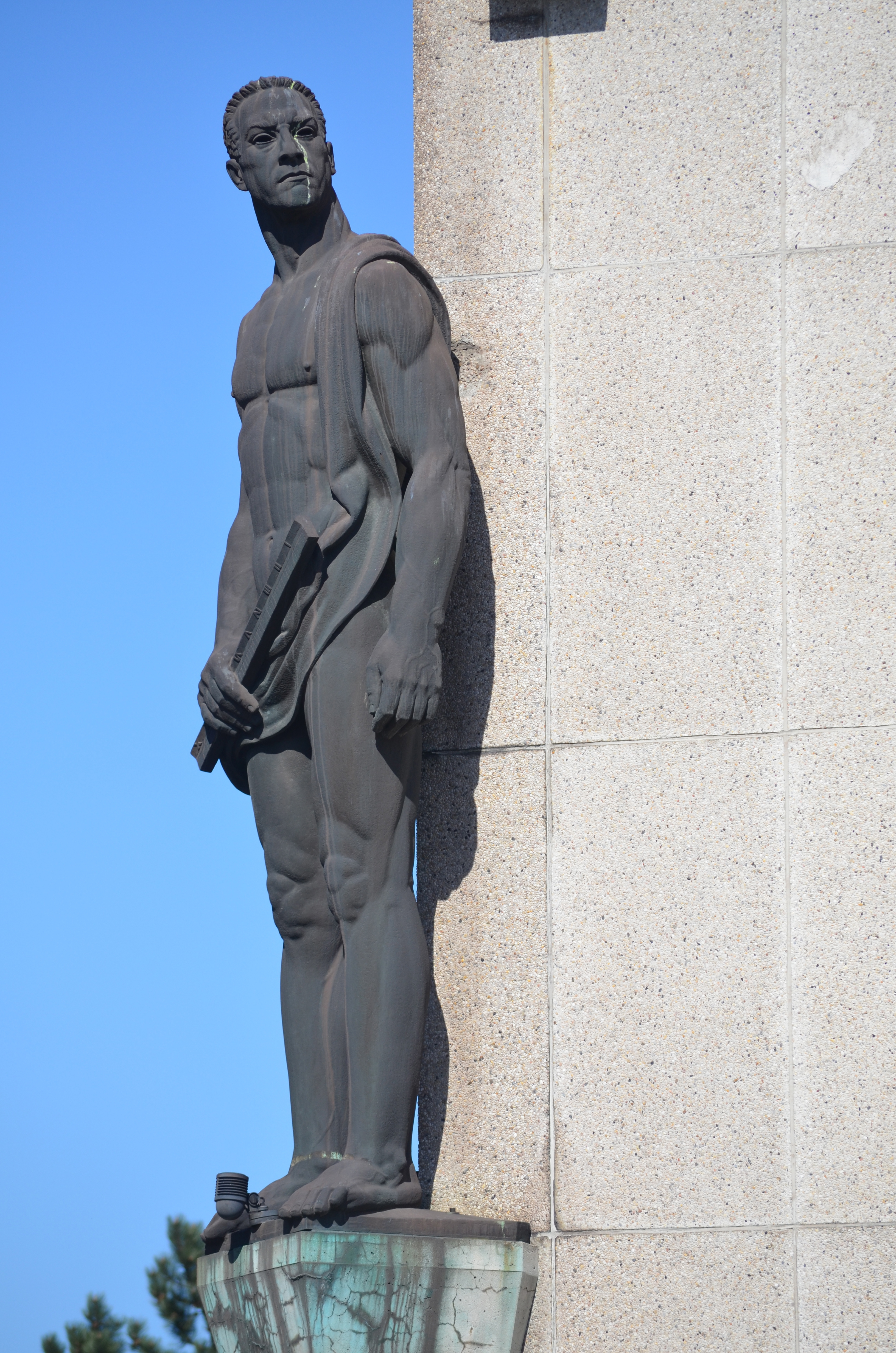
Le Maître d'œuvre, Alphonse Darville

En septembre 2014, le bâtiment fera l'objet d'une intervention artistique dans le cadre de la biennale d'art urbain Asphalte. L'artiste américain Steven Power a créé le fresque bisou m'chou sur le côté ouest du complexe, et Maya Hayuk (en) l'arc-en-ciel psychédélique sur la façade nord vers le parking. Les deux interventions sont clairement visible depuis le petit-ring et la ligne 140 du chemin de fer,. Ces deux travaux seront intégrés au nouveau projet de rénovation présenté en 2016.

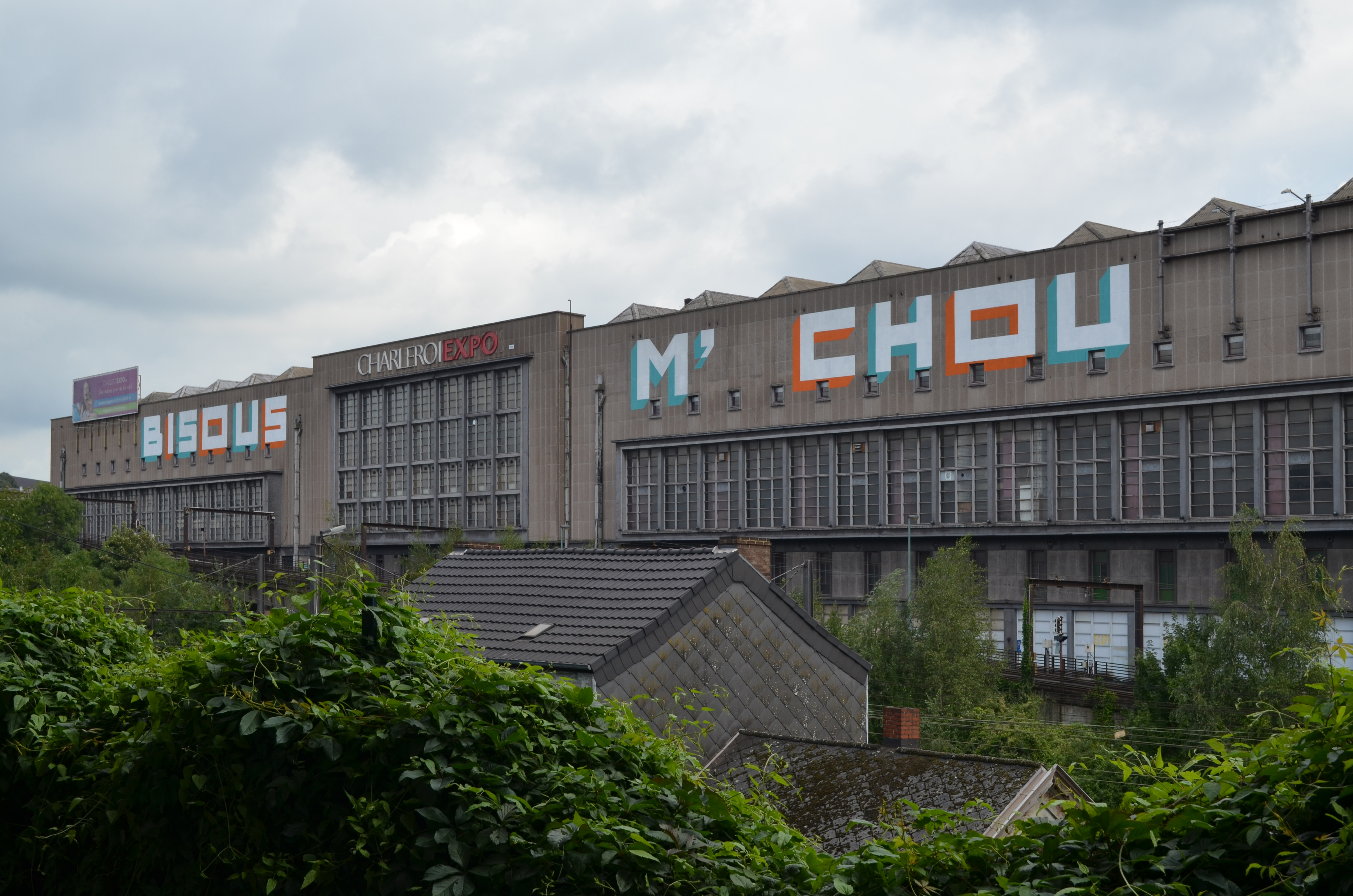
Façade ouest, Steven Power, Bisous m'chou.
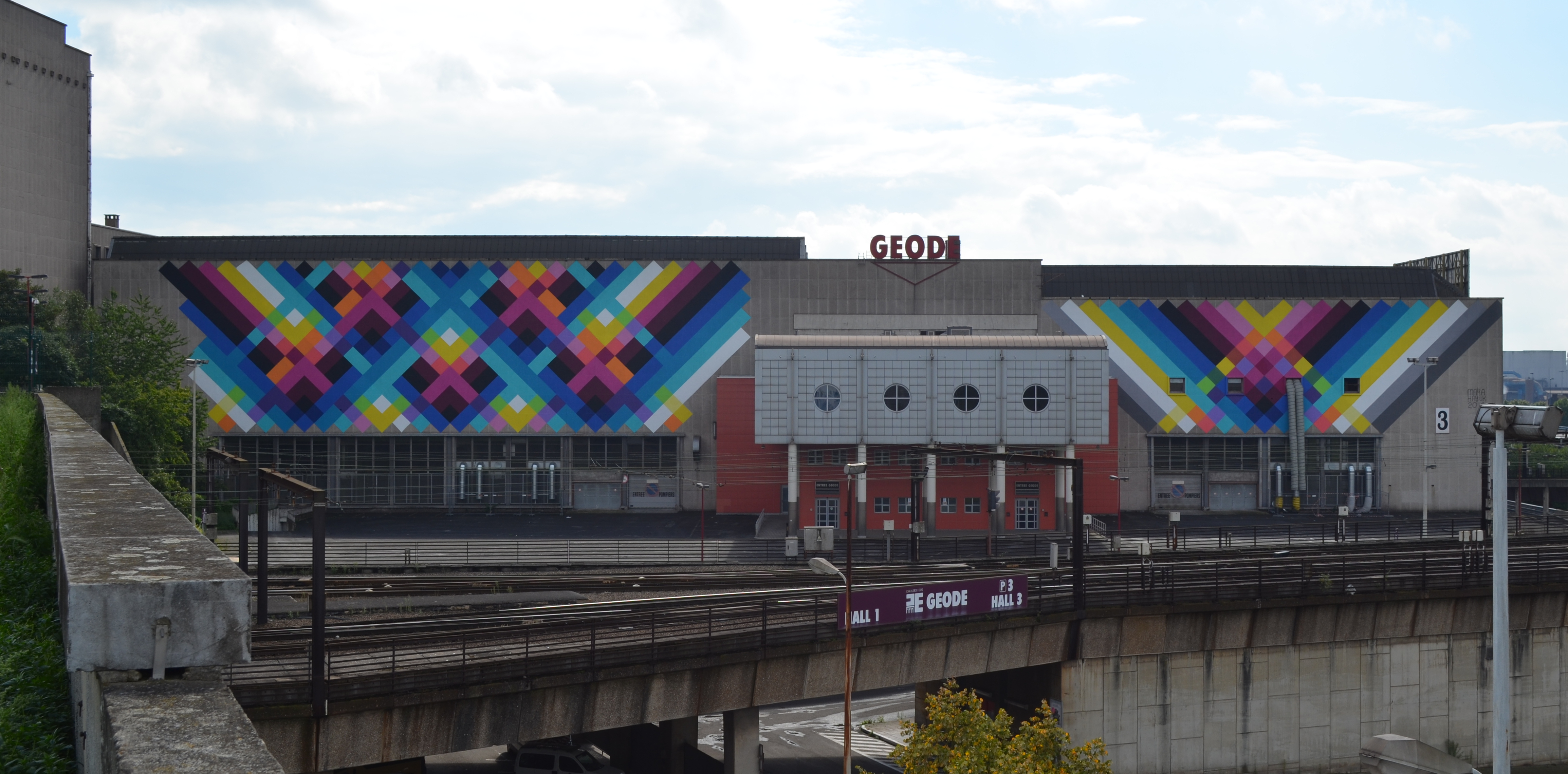
Façade nord, Maya Hayuk, arc-en-ciel.

## Rénovation
En 2016, dans le cadre des réalisations de Charleroi District Créatif, au titre du plan FEDER 2013-2020, la rénovation du Palais des Expositions est prévue dans le but de revitaliser le centre-ville de Charleroi. Une ambition qui veut voir ce projet comme un moteur du développement durable de la région wallonne. Le site devra donc être reconfiguré, modernisé et modulé afin d'offrir un programme qui peut accueillir des événements citoyens et populaires. Pour la mise en œuvre de ce projet de rénovation a été choisie l'équipe d'architectes Vylder Vinck Tailleu et Agwa, accompagnée par le service du Charleroi Bouwmeester.
Les travaux de démolition d'une partie du Palais ont commencé en septembre 2019, nécessitant un budget d'environ 36 millions d'euros. La surface sera réduite à 40 000 m2 pour répondre aux critères d'efficacité d'utilisation. L'équipe d'architectes Vylder Vinck Tailleu et Agwa a décidé de démolir la plupart des halls, qui couvriront une surface totale de 25 000 m2. Un parking souterrain de 700 places sera installé sur le côté est. La nouveauté du projet est l'inclusion d'un jardin inversé qui sert de zone de promenade et de réception d'honneur,. Le bureau Greisch est responsable de l'ingénierie qui, en plus d'assurer la stabilité et les techniques spéciales, est également responsable du PEB. Une attention particulière est accordée à la performance énergétique du bâtiment, ce qui conduit à la préservation des façades en béton. Pour améliorer l'accès au Palais depuis le petit-ring, est prévue une nouvelle bretelle routière qui reliera la rue de l'Ancre et le parking au nord grâce à un rond-point.

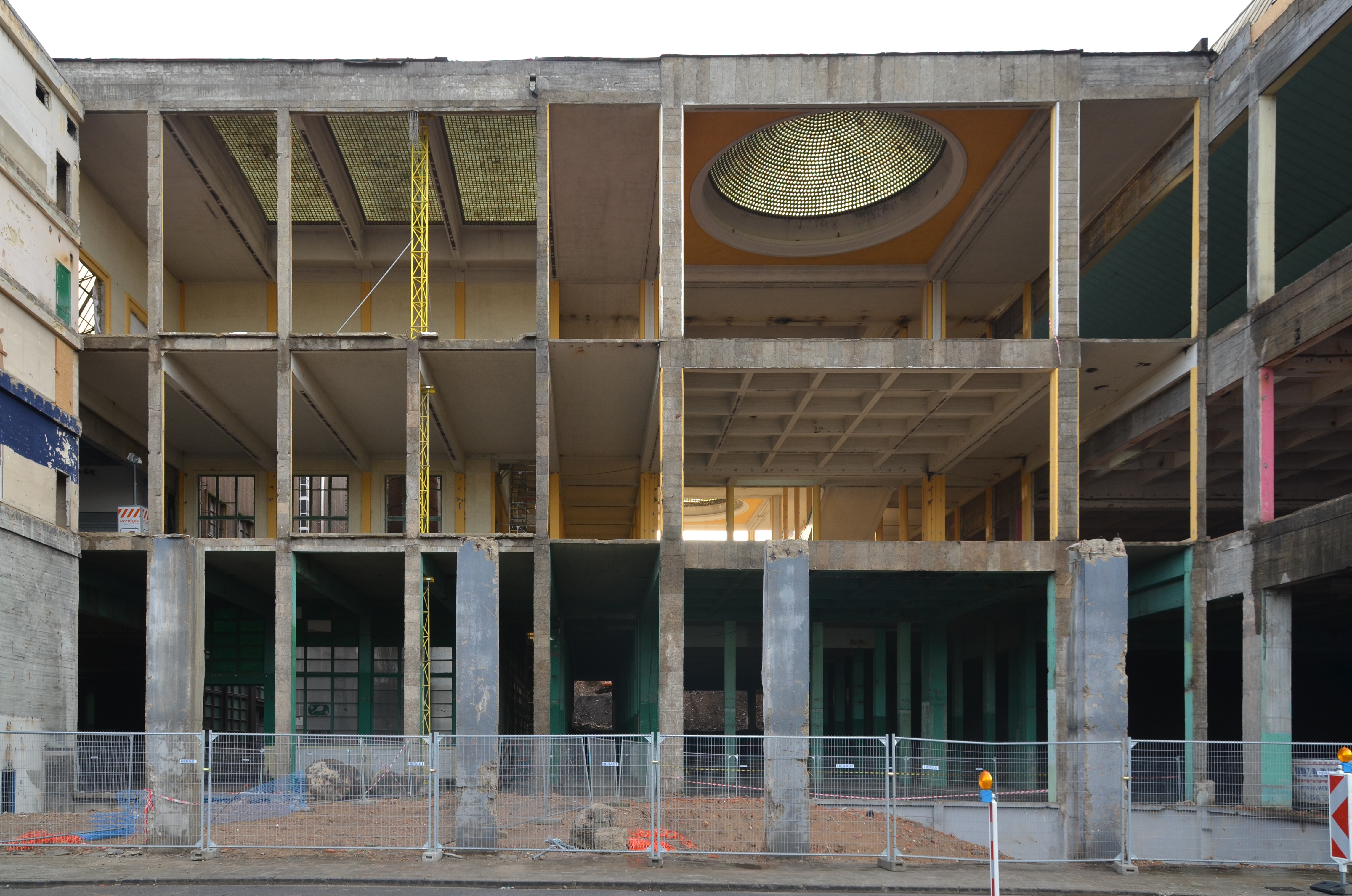
La démolition de la façade et la mise à nu de la structure.
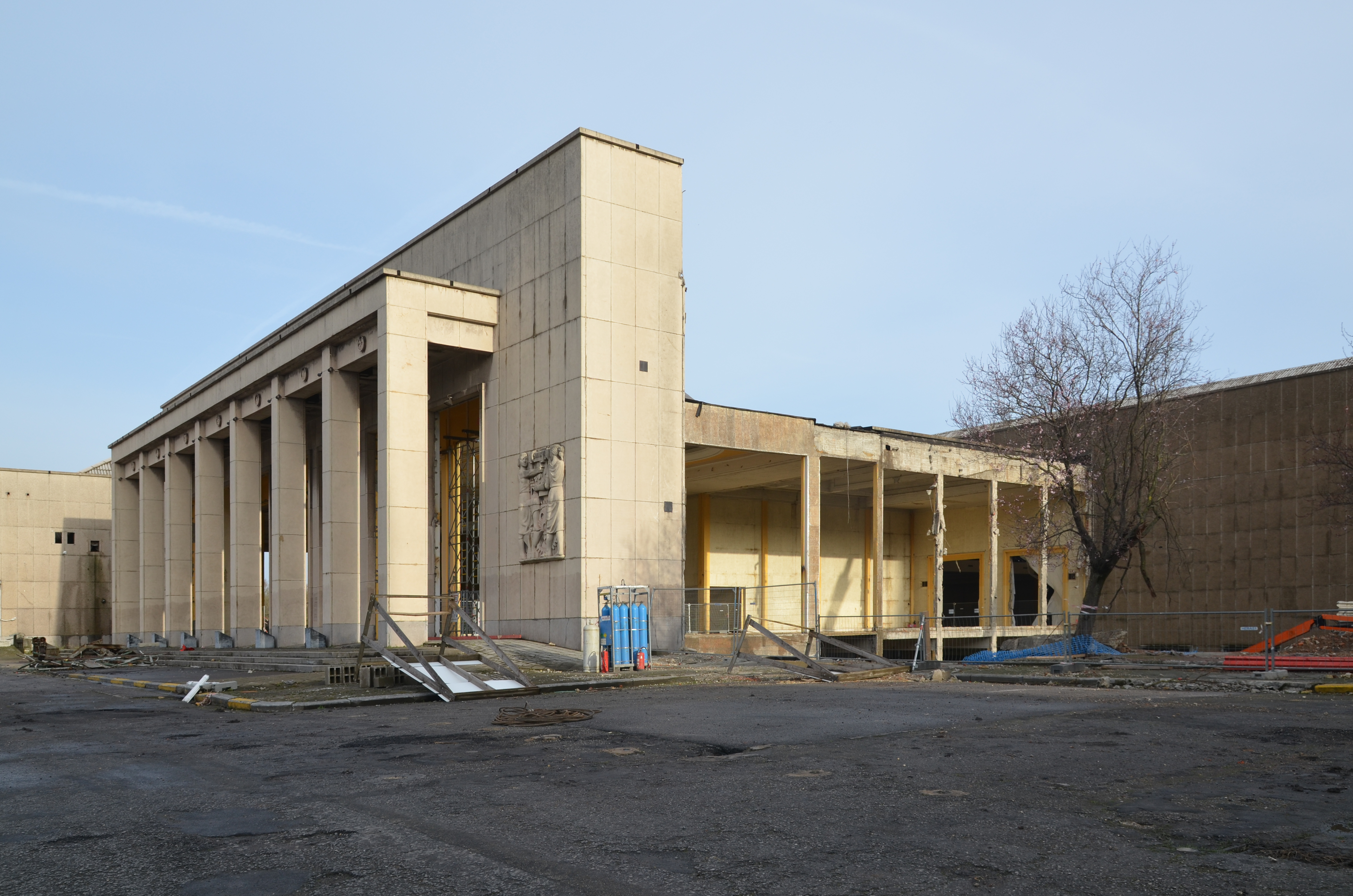
Façade depuis le parking est.